# Émile oder Über die Erziehung

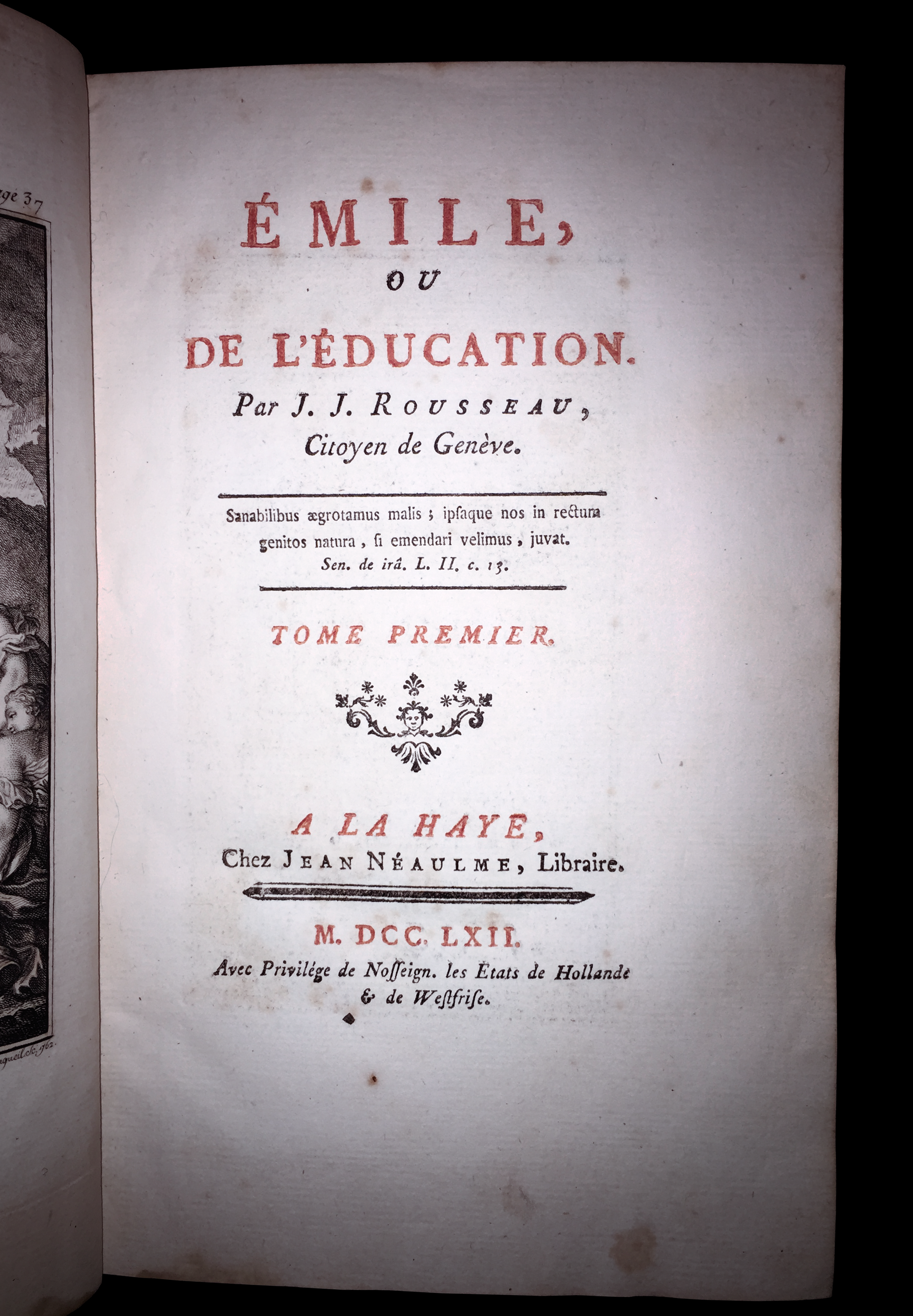
Titelseite der Erstausgabe

Émile oder Über die Erziehung (französisch Émile ou De l’éducation) ist das 1762 publizierte reformpädagogische Hauptwerk Jean-Jacques Rousseaus. In einer Mischung aus Abhandlung und exemplarischem Bildungsgang in Romanform beschreibt der Autor Jean-Jacques zur Veranschaulichung seiner Theorie die Erziehung Émiles von seiner Geburt an bis zu seiner Heirat mit Sophie. Die erste deutsche Ausgabe Aemil oder Von der Erziehung erschien in einer anonymen Übersetzung im selben Jahr in Berlin.

## Inhalt
Motto
Sanabilibus aegrotamus malis; ipsaque nos in rectum genitos natura, si emendari velimus, juvat. (Seneca)

### Erster Lebensabschnitt (1. Buch)

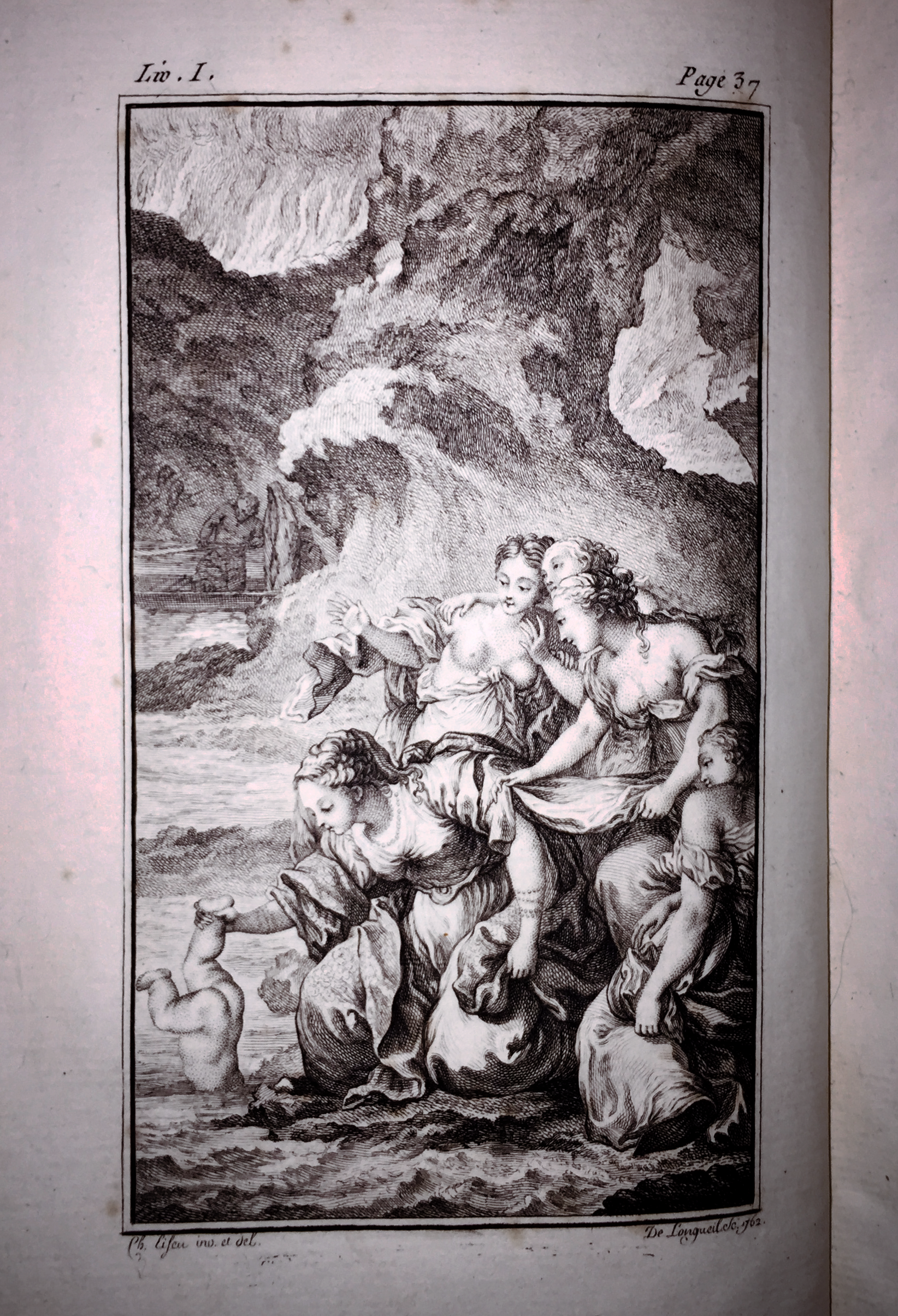
Illustration aus dem ersten Buch von Charles Eisen

Zu Beginn des ersten Buches beschreibt der Autor die Grundsätze seiner Lebensphilosophie und Erziehungsmethode. Um diese dem Leser, den er oft anspricht, an Beispielen der Praxis zu veranschaulichen und für seine Pädagogik zu werben, denkt er sich eine Modellsituation aus, in der ein Erzieher mit dem Namen Jean-Jacques den Jungen Émile bis zu seiner Heirat mit der ihm seelenverwandten Sophie nach seiner Theorie ausbildet.
In den ersten vier Büchern schildert der Erzieher Jean-Jacques seine Pädagogik am Beispiel des aus einer reichen Familie stammenden, durchschnittlich begabten Waisenkindes Émile, das er in einem Land mit gemäßigtem Klima, in dem sich seine Qualitäten am besten entwickeln können, 25 Jahre lang bis zur Selbständigkeit begleitet. Am Ende des 4. Buches beschreibt er, wie er sich, nach Horaz, für Émile das ideale Leben auf einem kleinen Landgut vorstellt: „Dem Mann von Geschmack, dem wirklichen Genießer bedeutet Reichtum nichts – ihm genügt es frei und sein eigener Herr zu sein. Wer gesund und im Besitz des Notwendigsten ist, ist reich genug, wenn er die Vorurteile falscher Meinung aus seinem Herzen bannt.“
Naturkräfte
Da Émile ein gesundes Kind ist, wird seine Erziehung weitgehend den Kräften der Natur überlassen.  Wegen der frischen Luft und der dem Menschen schädlichen Enge der Stadt lebt er auf dem Land. Bei kleinen Erkrankungen vertraut Jean-Jacques auf die Abwehrkräfte, verabreicht keine Arznei und ruft nur im Notfall einen Arzt. Émile hat zwei feste Bezugspersonen. Eine Amme ernährt das Kind gesund und ausgewogen, vorwiegend vegetarisch. Sie achtet auf die Hygiene, das regelmäßige Waschen des Kindes mit kaltem Wasser und auf eine nicht den Bewegungsdrang einengende Kleidung. Die beiden Paten orientieren sich an den Bedürfnissen des Kindes. Alles Natürliche ist prinzipiell gut. Die Schreie des Babys sind nicht als Bösartigkeit, sondern als Schwäche zu interpretieren: „Alles Bösartige entspringt der Schwäche. Das Kind ist nur böse, weil es schwach ist. Macht es stark, und es wird gut sein. […] Weit entfernt, überflüssige Kräfte zu haben, haben die Kinder nicht einmal genug, um allen Anforderungen der Natur gewachsen zu sein. Deshalb muss ihnen der freie Gebrauch derer, die sie ihnen gibt und die sie nicht missbrauchen können, überlassen bleiben“ (Erste Maxime, 1.  Buch).
Allerdings werden Forderungen des Kindes nach Zuwendung über seine natürlichen Bedürfnisse hinaus ignoriert, um es an die Notwendigkeit der Natur zu gewöhnen. So hilft der Erzieher nur in Angstsituation, reagiert aber nicht auf jähzorniges Schreien und bewahrt das Kind auch nicht vor jeder Schmerzerfahrung, z. B. wenn es beim Laufenlernen fällt. Da das Kind in dieser Phase noch keine Erklärungen versteht, nicht über sein Verhalten reflektieren kann und die Umwelt als seinen Besitz auffasst, muss man es seine Grenzen erfahren lassen.
Jean-Jaques vertraut auch beim Sprechenlernen der Natur. Er benutzt nur einfache, dem Kind verständliche Wörter und versucht nicht die Entwicklung durch gezielte Übungen zu beschleunigen, sondern er verzichtet auf Ermahnungen und Verbesserungen, übergeht die Fehler und antwortet einfach in korrekter Formulierung. Das gilt auch für die Artikulation: Durch das Leben in der Natur muss das Kind, um verstanden zu werden, anders als im bürgerlichen Zimmer, sowieso laut und deutlich sprechen, wie es bei den Bauern üblich ist.
Motto: „Vivit, et est vitae nescius ipse suae“

### Zweiter Lebensabschnitt (2. Buch)
Selbstbewusstsein
In der zweiten Phase der Entwicklung (ca. 5.–12. Lebensjahr), die bei Jean-Jacques Zögling mit der „Reife der Kindheit“ abschließt, „beginnt die eigentliche individuelle Existenz; jetzt wird der Mensch sich seiner selbst bewusst. […] Darum ist es so wichtig, ihn von jetzt ab als ein geistiges Wesen anzusehen.“  Bei allen Erziehungsmaßnahmen ist es „die vornehmste Aufgabe“, „menschlich“ zu sein: „Seid es jedem Lebensalter gegenüber, allen Ständen. […] Welche Weisheit habt ihr denn noch außer der Menschlichkeit? Liebt die Kindheit, fördert ihre Spiele, ihre Freuden und ihren liebenswerten Instinkt.“ Jean-Jacques kritisiert eine Pädagogik, die im Kind böse Neigungen des Menschen mit harten Strafen bekämpfen will, um es für die Zukunft zu veredeln:
„Wir wissen nicht, was das absolute Glück oder Unglück ist. In diesem Leben ist alles vermengt.“  Die Wünsche des Menschen werden nicht eingeschränkt, sondern mit seinen Fähigkeiten, mit Vermögen und Willen, in ein Gleichgewicht gesetzt, wie dies in seinem ursprünglichen, glücklichen Zustand vollkommen der Fall war. „Der wahrhaft freie Mensch will nur das, was er kann, und tut nur, was ihm passt.“ Am Abstand der Vorstellungen von der realen Welt beginnen die Leiden: „Lebe natürlich, sei geduldig und verjage die Ärzte“, und mit ihnen die täglichen Todesgedanken. Über die Vorsorge für die ungewisse Zukunft, ein imaginäres Glück, vergessen die Menschen die Gegenwart: „Wir existieren nicht mehr da, wo wir sind, sondern nur noch da, wo wir nicht sind“.
Gleichgewicht der Kräfte
Die Erhaltung des Gleichgewichts für die Kinder erfordert es, deren Schwäche der Natur gegenüber durch Zuneigung auszugleichen. Alle vernünftigen Wünsche der Kinder werden, wenn sie ihrem Entwicklungsstand entsprechen, ohne Verhandlungen akzeptiert: Den unvernünftigen, egoistischen Wünschen der Kinder dürfen nur natürliche Widerstände entgegengesetzt werden, z. B., ohne Diskussion, der Hinweis auf die begrenzten Ressourcen („Es ist nichts mehr da“). An die Stelle einer Bestrafung tritt die Erfahrung des Kindes aus seiner falschen Handlung (Selbstbelehrung): Wenn es mutwillig die Fensterscheiben einwirft, werden diese nicht ersetzt und es friert in der Nacht und lernt daraus. „Bewilligt mit Freude und verweigert es nur mit Bedauern, jedoch unwiderruflich.“ So erzieht man das Kind „zur Geduld, zur Ausgeglichenheit, zum friedfertigen Sich-Abfinden, sogar dann, wenn es das Gewünschte nicht erreicht hat.“
Gesellschaftskritik
Viele Eltern suggerieren in das Kind mehr Bedürfnisse oder Kräfte hinein, als es hat. Deshalb ist es wichtig, mit der Liebe, aber auch mit den Ansprüchen Maß zu halten, was jedoch durch gesellschaftliche Prägungen nicht einfach ist. Dieses mit den Widersprüchen im sozialen System zusammenhängende Problem versucht der Autor mit einem Grundgedanken aus seinem Contrat social zu lösen: Die Gesetze der Nationen müssten die unbeugsame Kraft der Natur haben, die jedem menschlichen Einzelwillen überlegen ist, „dann würde die Abhängigkeit von den Menschen wieder zu der von Dingen“. Konkret bedeutet das für das Belohnungs- bzw. Bestrafungssystem, die konventionellen Methoden zu vermeiden, welche die gefährlichen Leidenschaften aktivieren wie „Wetteifer, Eifersucht, Neid, Eitelkeit, Habgier, Feigheit“.
Persönlichkeitsbildung
Die gesellschaftlichen Wertevorstellungen sind nur allmählich veränderbar und die Kinder können nicht in einer abgeschotteten Idylle außerhalb eines gesellschaftlichen Umfeldes aufwachsen. Jean-Jaques hofft auf die Ausstrahlungskraft seiner Zivilisationskritik auf den Leser und eine dadurch ausgelöste das System verändernde Bildungsreform. Seine Kritik entzündet sich am luxuriösen Lebensstil des Adels mit seiner Unverhältnismäßigkeit in allen Dingen: Essen, Kleidung, Wohnung, Unselbständigkeit, Arroganz, Formbewusstsein, Etikette usw. Vorbild ist ein einfacher nachhaltiger Lebensstil mit praktischer Kleidung und derber Nahrung. Das Ideal sind Autarkie und Freiheit. Er kritisiert nicht nur die autoritären Lehrmethoden mit ihren Schemata, dem Auswendiglernen vorgegebenen Bücherwissens und den vielen Vorschriften, sondern auch den traditionellen Bildungskanon (alte Sprachen, Geographie, Geschichte, Literatur usw.), der nicht am Verständnis und an den Bedürfnissen der Kinder orientiert sei, sondern an den Vorstellungen der Lehrer. Die Fabeln von La Fontaine würden ein Weltbild des Betrugs und der Lüge vermitteln und sich über das dumme Opfer lustig machen (Der Fuchs und der Rabe) oder ein Arbeitsethos proklamieren (Die Grille und die Ameise).
Anstelle theoretischer Naturkunde lernen die Kinder die Natur selbst kennen: Gartenbau und gesunde pflanzliche Ernährung bei der Pflege eines Gartens und anstelle Bücher-Geographie die Orientierung in der Umgebung. Bei beiden Aktivitäten kräftigen sich Geist und Körper gegenseitig. Die Motivation zum Lesenlernen kommt, wenn die Kinder Briefe erhalten und den Inhalt erfahren wollen. Ausführlich beschreibt der Autor Spielsituationen zur Schulung der Sinne und der Orientierung, zur Überwindung der Angst und Stärkung der Laufmuskulatur. Hat der ihm anvertraute Schüler sich am Lauftraining anfangs nur wegen eines Kuchens als Belohnung beteiligt, so spielt der Preis schließlich keine Rolle mehr und er verschenkt ihn. Alles, was den Kindern Freude macht, wird für die Pädagogik genutzt: Singen, Malen und sportliche Aktivitäten, auch solche, die bisher den Erwachsenen vorbehalten waren: Bogenschießen, die verschiedenen Ballspiele, Billard usw. Dabei kommt es nicht auf die Qualität an, sondern auf die Schulung der Sinne und Organe sowie den Umgang mit den Materialien. Die ungeschulten Künstler malen direkt in der Natur (Die Natur als Lehrer) und studieren dazu deren Proportionen. Die Beobachtungen können in geometrischen Zeichnungen abstrahiert fortgesetzt werden.

### Dritter Lebensabschnitt (3. Buch)
Naturbeobachtungen und -experimente
In der dritten Phase der Kindheit (ca. 12-15 Jahre) hat der naturpädagogisch betreute Jugendliche eine stabile Persönlichkeit mit viel Potential entwickelt, aber seinen begrenzten Wissenshorizont gilt es jetzt mit Anleitungen zu erweitern. Dazu lenkt Jean-Jacques die Aufmerksamkeit auf Naturphänomene und weckt durch Betrachtung des Sternenhimmels die Neugier und natürliche Wissbegierde, die Phänomene zu beobachten und Erklärungen dafür zu finden, z. B. für die Punkte des Sonnenaufgangs bzw. -untergangs und die Sonnenbahn im Jahresverlauf oder die Bewegung der Planeten. Zur Erklärung der Phänomene regt der Erzieher seinen Schüler durch Fragen zum neuen Beobachten und zum selbständigen Denken an: Auch hierbei ersetzt der eigene Kopf die Autoritäten. Der Jugendliche versucht erst, sich selbst zu helfen, bevor er um Hilfe bittet. Um die Naturgesetze kennen zu lernen, schlägt der Autor eine ganze Reihe von Experimenten aus den Gebieten der Physik, Chemie und Geographie vor: Erdanziehung, Magnetismus, Kondensation, chemische Verbindungen, Strahlenbrechung im Wasser usw. Dabei geht es nicht darum, einen Bildungskanon zu entwickeln. Für die Auswahl ist allein entscheidend, dass der Schüler das Gelernte auch begreift und einen Nutzen für sich sieht.
Erfahrungspädagogik
Das Grundprinzip der Rousseau‘schen Pädagogik bleibt auch in dieser Phase erhalten: Lernen aus eigenen Erfahrungen und nicht aus Büchern. Der Autor empfiehlt seinem Schüler als einziges Buch Defoes Robinson Crusoe. U. a. lernt Émile an diesem literarischen Beispiel, den Wert der handwerklichen Arbeiten zu schätzen. Daran schließen sich Besuche in handwerklichen Betrieben an. Bisher waren gesellschaftliche Beziehungen und Systeme aus der Pädagogik ausgeschlossen, nun wird diese Thematik durch die neuen handwerklichen Erfahrungen vorbereitet: Hier kann Émile die gegenseitige Abhängigkeit und Nützlichkeit der Menschen von- und füreinander erkennen, den Austausch der Rohstoffe und Waren, die Arbeitsteilung und die Bedeutung des Geldes. Er sieht auch, dass das Ansehen der Handwerker in der Gesellschaft oft nicht ihrer Bedeutung entspricht. Bei einem luxuriösen Festessen erkennt Émile, dass viele Länder der Erde dazu beigetragen haben, und er vergleicht es mit einem einfachen, aus selbst angebauten Früchten hergestellten Bauernessen, das genauso sättigt und bei dem man noch mehr Vergnügen findet als bei der Etikette des Salons.
Gesellschaftsreform
An dieser Stelle erklärt der Autor sein Gesellschaftsbild: Im traditionellen Feudalsystem ist die neue Pädagogik allgemein nicht realisierbar. Diese erfordert ein Umdenken bei den Adligen, Geistlichen und Großbürgern. Jean Jacques ahnt, dass es ohne Reformen zu einer Revolution und zu einer Abschaffung feudaler Privilegien kommen wird. Der Autor postuliert eine Verpflichtung des Bürgers der Gesellschaft gegenüber: „Der Mensch und der Bürger […] hat der Gesellschaft kein anderes Gut zu bieten als sich selbst, alle seine anderen Güter besitzt sie [die Gesellschaft] schon, ob er will oder nicht.“ Auch am Reichtum eines Einzelnen hat die Öffentlichkeit Anteil. Lebt der Einzelne außerhalb der Gesellschaft, ist er niemandem verpflichtet, innerhalb der Gesellschaft schuldet der Einzelne, ab arm oder reich, durch seine Arbeit den Preis für seinen Unterhalt. „Jeder müßiggehende Bürger ist ein Betrüger.“
Handwerk
Für Jean-Jacques ist es wichtig, dass Émile ein männliches Handwerk lernt, und er wird mit ihm zusammen in die Lehre gehen. Er hält das Schreinerhandwerk für geeignet, überlässt dem Schüler jedoch die Entscheidung. Das Handwerk wird nicht sein Hauptberuf werden, sondern er lernt es wegen der technischen Fähigkeiten und als Teil seiner Bildung. Denn der Mensch „soll wie ein Bauer arbeiten und wie ein Philosoph denken und nicht wie ein Wilder in den Tag hineinleben.“ Zudem führen Leibes- und Geistesübungen zur wechselseitigen Entspannung.
Am Ende der dritten Kindheitsphase kann Émile mit seinem offenen, intelligenten Geist die Natur mit seinen Sinnesempfindungen beobachten, darüber nachdenken und unabhängig von der Meinung anderer beurteilen. Er weiß nicht viel, kennt keine wissenschaftlichen Begriffe und Abstraktionen, aber das Wenige hat er alleine gelernt. V. a. weiß er, „dass es viele Sachen gibt, die er nicht weiß, aber eines Tages wissen kann.“ Wichtig ist nicht die Wissensvermittlung, sondern die Methode des Wissenserwerbs. Er fragt bei allem, was er tut, „wozu ist das gut?“ Und bei allem, was er glaubt, „warum?“
Bisher war Émile bei allem auf sich selbst bezogen. Auf der nächsten Stufe muss er sich, zur Vollendung seiner Bildung, zu einem liebenden und fühlenden Wesen entwickeln.

### Vierter Lebensabschnitt (4. Buch)
Pubertät
Der 4. Lebensabschnitt (ca. 15-20 Jahre) ist die Zeit der Pubertät. Der Schüler wird sich seines Geschlechts bewusst, verlässt den Bereich des Einzelwesens und interessiert sich für eine Partnerin. Das erfordert eine Erweiterung der Pädagogik um den sozialen Aspekt. Bei der Frage der sexuellen Aufklärung rät Jean-Jacques zur Zurückhaltung des Erziehers, aber zu einfachen Erklärungen ohne Umschweife in einer klaren Sprache. Wichtiger als die Biologie ist die Moral, denn der Erzieher muss verhindern, dass der sexuelle Trieb zu unmenschlichen und grausamen Ausschweifungen führt. Vielmehr soll Émile zu sanften und zärtlichen Leidenschaften geleitet werden, wie es seiner Natur entspricht. In der großen Stadtgesellschaft mit ihren oberflächlichen Verlockungen ist die Gefahr der Verwirrung viel größer als in überschaubaren kleinen Landzirkeln. Zur weiteren Verzögerung der sexuellen Aktivitäten lenkt Jean-Jacques die Aufmerksamkeit Émiles auf andere Bereiche, v. a. auf körperliche, handwerkliche Arbeiten, die Jagd und geistige Beschäftigungen mit Büchern „der Alten“, die dem „Geschwätz der Akademien“ und Zeitungen vorzuziehen sind, aber auch auf Theaterbesuche zur Erheiterung und Studium der Verführung der Herzen.
Mitleid
In dieser Zeit großer Emotionen für Freundschaften und Liebe stützt sich Jean-Jacques Pädagogik auf das Leid und Mitleid, „das erste Beziehungsgefühl, das das menschliche Herz nach der Ordnung der Natur anrührt“. Hierzu stellt er drei Maximen auf:
1. Es liegt nicht im menschlichen Herzen, sich in die Menschen hineinzuversetzen, die glücklicher sind als wir, sondern nur in die, die unglücklicher sind.
2. Man beklagt nur die Leiden anderer, vor denen man sich selbst nicht gesichert glaubt.
3. Das Mitgefühl für die Leiden anderer richtet sich nicht nach der Größe des Übels, sondern nach dem Gefühl, das man den Leidenden zuerkennt, d. h. wenn man ihn für beklagenswert hält.

Anwalt der Unterdrückten
Mit der Knüpfung einer Freundschaft tritt Émile in die moralische Ordnung ein, „den zweiten Schritt der Menschwerdung“, und damit beginnt bei der Orientierung in der Gesellschaft die Problematik des Vergleichs mit anderen Menschen und die Unterscheidung von Fassade und Kern einer Persönlichkeit. Zur Distanzierung von aktuellen Situationen zeigt Jean-Jacques seinem Schüler Menschen aus anderen Zeiten und anderen Gegenden. Am geeignetsten dafür erscheinen ihm die anekdotenhaften, den Kern der Persönlichkeit erfassenden Menschenbilder Plutarchs, die zugleich einen Lehrgang in praktischer Philosophie sind und das menschliche Scheitern vieler Machthaber demonstrieren. Jetzt ist im Bildungsgang die Zeit für die zuvor skeptisch beurteilten Fabeln gekommen, die die Schwächen der Menschen bloßstellen. Dabei wird Émile eigene Mängel feststellen, und die Fabeln sollen ihm helfen, ohne Bloßstellung und ohne Verletzung des eigenen gutwilligen Charakters, die Defizite zu verarbeiten. Am Ende dieser Entwicklung ist Émile eine in sich ruhende Persönlichkeit, die ihren Weg geht. Er macht alles, was er als gut und nützlich erkennt, begegnet den Menschen vorurteilslos mit Mitgefühl und wird sich einmal „mit beharrliche[r] Entschlossenheit […] bis zu den Stufen des Thrones“ zu dem „Interessensvertreter“ der Unterdrückten und Unglücklichen machen.
Natürliche Religion
Zwar wurde Émile dazu erzogen, nichts Böses zu tun, doch hat er in den ersten Jugendjahren nichts von der Religion gehört. Jetzt wird er im gesellschaftlichen Rahmen damit konfrontiert. Der Autor gibt in diesem Zusammenhang das „Glaubensbekenntnis des savoyischen Vikars“ wieder, dessen Vorstellung von einer harmonischen und guten kosmischen Ordnung als Grundlage für die Ideale des Menschen ihn überzeugt hat und die Basis seiner Pädagogik bildet:
Nach dem Studium vieler Philosophen v. a. Descartes ist sich der Vikar seiner selbst, seines begrenzten Verstandes und des Universums bewusst. Auf dieser Basis des Deismus oder der natürlichen Religion leitet er verschiedene Glaubensartikel voneinander ab:
1. Jede ursprüngliche Bewegung entsteht nur aus einem spontanen, willentlichen Akt und ohne Willen gibt es keine wirkliche Handlung.
2. Die nach gewissen Gesetzen bewegte Materie weist auf eine Intelligenz hin.
3. Der Mensch ist frei in seinen Handlungen und als solcher von einer immateriellen Substanz belebt.

Der Vikar schließt aus seinen Argumenten auf einen intelligenten Schöpfergott und lehnt die Hypothese eines durch zufällige Materieverbindung entstandenen Kosmos ab. Die Schöpfung sei auf Harmonie und Erhaltung hin konstruiert und der vernunftbegabte Mensch solle der Natur entsprechend leben und seine guten Eigenschaften entwickeln.
Im zweiten Teil seiner Abhandlung untersucht der Vikar die verschiedenen Religionen, die alle beanspruchen, die einzig wahre zu sein, sich dabei aber nur auf Aussagen einzelner Propheten und der von ihnen verfassten Bücher beziehen und nicht auf eine an alle Menschen gerichtete Botschaft. In diesen Schriften entdeckt er viele Widersprüche zum vernünftigen Denken, aber auch Gemeinsamkeiten in der Nächstenliebe. Daraus folgert er, dass die Religionen friedlich neben einander leben und im Umgang miteinander den gemeinsamen menschlichen Kern pflegen könnten.
Rollenwechsel
Émile ist jetzt mit 20 Jahren in einem Alter, in dem er von immer größer werdenden Gefahren, „dem blinden Trieb seiner Sinne“, bedroht wird, vor denen ihn der Lehrer nicht mehr schützen kann. Die „glückliche Zeit“ der Unschuld ist vorbei und Jean-Jacques zieht sich von seiner Führung zurück und überträgt dem Schüler die Verantwortung für sein Handeln. Er kann ihn jetzt nur noch als väterlicher Freund vor Gefahren warnen. Um das Vertrauensverhältnis zu erhalten, legt er ihm Rechenschaft über seine Ziele und Methoden ab und spricht mit ihm über ihre künftige Beziehung. Dabei malt er mit feierlicher Beredsamkeit und Begeisterung die glückliche Zukunft, die Freuden der Freundschaft, Liebe, Treue, Ehe und Familie aus und spricht von der „Heiligkeit seiner Pflicht“, während der schwierigen Entwicklungsphase die Vernunft des Jünglings mit seinen Erfahrungen zu unterstützen. So erreicht er, dass sich Émile freiwillig unter seinen Schutz und seine Autorität stellt und seine Beratung akzeptiert, ohne es eigentlich zu merken. Dieser Pakt wird feierlich besiegelt.
Partnersuche
Jean-Jacques nutzt seine Autorität jedoch nicht, um Émiles sexuelle Entwicklung weiterhin zu verzögern, sondern er sucht ihm eine Gefährtin mit dem glücksbringenden Namen Sophie. Er beschreibt ihre Vorzüge, erweckt seine Vorstellungskraft und Leidenschaft für die zukünftige Geliebte und Ehefrau und führt seine sexuelle Lust auf die Ebene der Kontemplation und Sublimation. Émile wird dadurch vor dem Vorbild falscher Freunde und dem leichtfertigen Verkehr mit Dirnen und verheirateten Frauen bewahrt und sucht die Nähe behüteter heiratsfähiger Mädchen. Sein Auftreten in der Gesellschaft ist ein Abbild seiner Erziehung und gefällt den Frauen: Er gilt als „liebenswürdiger Fremder“, bescheiden und höflich, aber nicht unterwürfig, freundlich zurückhaltend im Gespräch, aber mit natürlichem Selbstbewusstsein, von klarem Verstand, aber sich seines begrenzten Wissens bewusst, geduldig im Zuhören, aber unabhängig von der Meinung anderer. Da er, wie Jean-Jacques ahnt, seine Idealfrau in Paris nicht findet, gehen die beiden auf Reisen. Sie wandern ohne Eile und festes Ziel durch die Landschaften, verweilen, wo es ihnen gefällt, erkunden die Natur, z. B. Mineralien in Steinbrüchen und verirren sich in der Wildnis. Eines Abends führt der Mentor Émile wie zufällig zum Haus von Sophies Eltern.
Im 5. Buch werden die beiden Stränge der Romanhandlung zusammengeführt.

### Fünfter Lebensabschnitt (5. Buch)
Mädchenerziehung
Jean-Jacques geht bei vielen Ähnlichkeiten, wie dem gleichen „gesunden Menschenverstand“, von prinzipiellen naturbedingten Unterschieden zwischen den Geschlechtern aus:
Die Frau ist geschaffen, „dem Mann zu gefallen […] und sich zu unterwerfen“, ihm „nützlich“ zu sein und sich von ihm „lieben und achten“ zu lassen, für ihn zu „sorgen“, ihn zu „beraten“, zu „trösten“, ihm „ein angenehmes und süßes Dasein“ zu bereiten. Ihre Macht liegt in ihren Reizen. Durch Zurückhaltung und Scham macht sie sich das stärkere Geschlecht untertan. Wichtig ist ihr guter Ruf in der öffentlichen Meinung. Aber sie ist nicht nur Hausfrau und Mutter, sie soll „denken, urteilen, lieben und erkennen, dass sie ihren Geist pfleg[t] wie ihr Aussehen – das sind ihre Waffen, die [die Natur] ih[r] als Ersatz für ihre [fehlende] Kraft gibt.“ Durch ihre „besondere Schläue“ beherrscht sie den Mann, indem sie sich ihm unterordnet. Sie muss aber nur das lernen, „was zu wissen [ihr] gemäß ist“. Aus diesen Unterschieden folgt die Erziehung der Mädchen, die sich im Hinblick auf ihre „Pflichten […] zu allen Zeiten“ den Männern gegenüber „vollziehen“ muss, allerdings mit Einschränkung auf die „verdienstvollen, wahrhaft liebenswerten“ Männer. Die Mädchen müssen die gesellschaftlichen Strukturen und ihre Regeln kennen, aber ihre Studien sollen sich auf die Praxis beziehen, denn die Erforschung abstrakter und spekulativer Wahrheiten und der exakten naturkundlichen Wissenschaften gehört nicht zu den Aufgaben der Frau. Sie wendet die Prinzipien, die der Mann gefunden hat, an und reflektiert darüber. Die Werke des Geistes übersteigen das Fassungsvermögen der Frauen, sie kann nichts außerhalb ihrer selbst erkennen. Die Frau beobachtet und der Mann denkt. „Aus diesem Zusammenwirken ergeben sich die klarsten Erkenntnisse und die vollkommenste Wissenschaft, die der menschliche Geist aus sich selbst erwerben kann“.
Die Methoden der Pädagogik Jean-Jacques für die Mädchen entsprechen im Wesentlichen denen der Jungen: Liebevolle Fürsorge ohne Übertreibung, Vorbild der tugendhaften Mutter, Zeit zum Spielen und zur Entwicklung der natürlichen Eigenschaften nach ihren Neigungen, praktische Religion des Herzens ohne für Kinder unverständliche Lehrsätze der Katechismen, wenige Vorschriften und Strafen usw.
Für den Autor stellt sich die Frage, ob man es bei der Erziehung der Mädchen in die alltäglichen Aufgaben der Frau belassen und sie „in allem Übrigen in tiefer Unwissenheit“ lassen soll. Für den ländlichen Raum erscheint ihm dies akzeptabel zu sein. Im „friedlichen und häuslichen Leben des Elternhauses gewinnen sie durch die Erziehung der Mutter den Sinn für das eigene Heim“.
In der städtischen Gesellschaft, wo es kein richtiges Familienleben mehr gibt, die Ehen oft nur formal bestehen und die Mädchen im Kloster erzogen und dann ohne Vorbereitung der Gesellschaft ausgesetzt werden, wäre diese Unmündigkeit gefährlich und könnte von leichtfertigen Männern ausgenutzt werden. Zur Prävention sollten die Mädchen die Stätten der Vergnügungen, Bälle, Feste, Spiele durch Beobachtung kennenlernen, um sich vor dem „trügerischen Bild“ des Glückes schützen. Durch die Schilderung eines „vortrefflichen Mannes von Verdiensten“ können sie die Tugend der Liebe entdecken und ihn „um ihretwillen“ lieben. Wenn auch diese, durch die Vernunft herbeigeführte Liebe nur eine Illusion ist, so sind doch die Gefühle, die sie „dem wahren Schönen“ aufschließen, Wirklichkeit.
Jean-Jacques plädiert für die freie Partnerwahl nach Zuneigung, sieht aber für eine glückliche Ehe gewisse soziale Schranken: Am besten ist eine finanzielle, ethische und bildungsmäßige Gleichheit. Sein Rat ist: „Strebt in allem nach dem Mittelmaß, ohne selbst die Schönheit davon auszunehmen.“ Ist dies nicht der Fall, soll ein Mann, im Gegensatz zur Frau, nicht über seinen Stand heiraten, er würde von den Schwiegereltern und auch von seiner Gattin nicht als gleichgestellt angesehen werden. Auch eine „schöngeistige Frau“ oder eine „große Schönheit“ sei nicht zu empfehlen: In der „erhabenen Höhe ihrer schönen Seele“ verabscheut die eine alle weiblichen Pflichten, die andere ist in der Gesellschaft vielen Verführungen ausgesetzt. Eine umgekehrte Ungleichheit sieht der Autor als weniger problematisch an, da der Mann seine Gattin zu sich empor hebt.
Sophie
In diesem Geist wurde Sophie von ihren Eltern auf dem Land erzogen. Sie ist ebenso wie Émile „aus gutem Haus und gutem Naturell [sowie] empfindsamen Herzens“. Ihr Temperament ist „gutartig und doch ausgeglichen“. Sie entspricht Jean-Jacques Idealbild eines Mädchens, das auch kleine Schwächen zulässt, und passt perfekt zu Émile: Sie ist motiviert für Tanz und Musik, die Schneiderei ihrer Kleidung, die Haushaltsführung, die Sauberkeit in allen Dingen usw. Sie hat einen „anziehenden, aber nicht brillanten Geist, der solide ist, ohne tief zu sein“ und der sich nicht an der Lektüre herangebildet hat, sondern an den Unterhaltungen ihrer Eltern, durch ihr eigenes Nachdenken und die Beobachtungen der Leute.
Ihre Eltern haben einen Großteil ihres Vermögens verloren, aber sie haben sich damit abgefunden, leben bescheiden und zufrieden in einem Dorf und haben die Tochter tugendhaft erzogen. In Umkehrung der Konvention darf Sophie sich ihren Ehemann aussuchen und die Eltern haben ein Vetorecht. Ihr Schwiegersohn muss nicht reich, aber ehrenwert sein. Als ihre Tochter 15 Jahre alt ist, sprechen sie mit ihr über ihre Zukunft. Da im Dorf kein zu ihren Lebensvorstellungen passender junger Mann zu finden ist, vertrauen sie Sophie über Winter ihrer Tante in der Stadt an, die sie in die Gesellschaft einführt, wo sie sich nach einem Partner umschauen kann. Doch sie findet keinen und kehrt traurig zu den Eltern zurück, da ihr Liebesbedürfnis nicht befriedigt wurde. Ihren Idealmann hat sie nur in Fénelons „Aventures de Télémaque“ gefunden.
Sophie und Émile
Als Émile und sein Mentor eines Abends auf ihrer Wanderung bei Sophies Eltern um eine Übernachtung bitten, entdecken die beiden Jugendlichen schnell, dass sie seelenverwandt sind. An Émiles Tränen über den unglücklichen gesellschaftlichen Abstieg von Sophies Eltern erkennt sie seine Gefühle. Auch ihm gefällt ihre Sensibilität und ihre verschämte liebreizende Art. Er möchte sofort in ihrer Nähe eine Wohnung suchen, doch sein Mentor bremst ihn in seiner Begeisterung und erinnert ihn an die Natur und Ehre eines tugendhaften Mädchens. Émile erhält von den Eltern die Erlaubnis zu weiteren Besuchen. Bei den folgenden Treffen entdecken sie ihre ähnlichen Lebensvorstellungen und ihre gegenseitige Liebe. Die Defizite Sophies im Tanzen, der Musik, Philosophie, Geschichte, Mathematik und den Naturwissenschaften werden mit Émiles Hilfe ausgeglichen, sie folgt ihm mit Vergnügen, begreift alles, behält aber, außer in der Sittenlehre und Religion, nicht viel davon. Es geht nicht so sehr um die Erweiterung ihres Wissens, als um das Gespräch der beiden über geistige Themen und ihre zunehmende Vertrautheit miteinander durch das gemeinsame Unterrichten und Lernen. Émile gerät durch die Nähe zur Freundin immer mehr in eine emotionale Abhängigkeit. Doch sie lässt sich Zeit und reagiert der weiblichen Natur entsprechend auf seine stürmische Werbung zurückhaltend. Sie wartet die Entwicklung der Beziehung ab, auch nachdem ein Grund ihrer Bedenken, der finanzielle Unterschied zwischen beiden Familien, der Émile gar nicht bewusst war, ausgeräumt werden kann, da ihm Geld nichts bedeutet und für die Werte des Lebens nicht entscheidend sind. „Sie erfreut sich in Bescheidenheit eines Sieges, der sie ihre Freiheit kostet.“
Émile beschäftigt sich in dieser Phase der Werbung weiterhin mit naturkundlichen und landwirtschaftlichen Studien, berät die Bauern über Anbaumethoden, hilft Armen und Unglücklichen in Notlagen und arbeitet an zwei Tagen zusammen mit seinem Mentor in einer Schreinerei. Sophie ist davon beeindruckt, besonders von einer Hilfsaktion für einen verunglückten Bauern und seine schwangere Frau, obwohl Émile dadurch einen Besuch bei ihr versäumt und sie in Sorge um ihn war, weil keine Nachricht von ihm eintraf. Als er ihr die Priorität mit dem Vorrang der Menschlichkeit vor einem privaten Vergnügen erklärt, bietet sie ihm spontan ihre Hand an, bittet ihn, ihr „Gatte und Herr“ zu werden, und hilft bei der Pflege des Kranken und seiner Frau. Während Sophie, als sie Émile bei seiner Schreinerarbeit beobachtet, erkennt „das ist der Mann“, ergeht es ihrem Geliebten in der Parallelsituation ähnlich. Bei ihrer tatkräftigen Pflege unter Missachtung von Schmutz und schlechtem Geruch denkt er: „[D]as ist die Frau.“
Probezeit
Aus dieser Glückseligkeit wird Émile durch ein Gespräch mit seinem Mentor herausgerissen. Er warnt ihn vor einer vorzeitigen Bindung aus Leidenschaft: Bisher ist er nur „scheinbar“ frei gewesen. Ein wahrhaft tugendhafter Mensch muss sein Verlangen besiegen können und bereit sein, seiner Vernunft, seinem Gewissen und seiner Pflicht zu folgen. Jede Leidenschaften sind gut, wenn man sie beherrscht: „Die Natur verbietet uns, unser Verlangen über unser Vermögen hinauswachsen zu lassen.“ Man überschreitet die Grenzen seiner Existenz, wenn man „in seinen unsinnigen Wünschen Unmögliches für möglich hält“. Jean-Jacques bezeichnet dies als „Illusion des Hochmuts“. Émile müsse jetzt „wahrhaft frei“ werden und lernen, sein „eigener Herr zu werden“ und seinem Herzen zu gebieten. Er müsse lernen, zu verlieren, was ihm vom Schicksal genommen werden könne. Sophie ist 17 Jahre alt, Émile 22, sie lieben sich seit ca. 5 Monaten. In einer zweijährigen Probezeit, in der sie sich nicht sehen, sollen sie herauszufinden, ob ihre Liebe für ein Leben reicht. Émile muss sich außerdem mit seiner zukünftigen Rolle als Ehemann, Vater, Glied eines Landes, mit der bürgerlichen Ordnung sowie mit seinen Pflichten und Rechten vertraut machen. Jean-Jacques erinnert den seinem Plan widerstrebenden Émile an ihren Vertrag, den sie am Ende seiner Lehrzeit abgeschlossen haben und der ihm als Mentor die Verantwortung überträgt. Mit seinen Gedanken überzeugt er auch Sophie und ihre Eltern.
Im Abschnitt „Über das Reisen“ vergleicht der Autor die Reisekultur zu verschiedenen Zeiten und fragt nach deren Sinn. Von den traditionellen Bildungsreisen durch die großen Städte hält er nicht viel. Geist und Sitten eines Volkes könne man am besten in der Provinz kennenlernen: Émile beobachtet auf seiner Europa-Tour menschliches Verhalten und die Gesellschaftssysteme. Er erweitert damit seinen Bildungshorizont und wird sich über seine Rechte und Pflichten, über den Vertrag zwischen ihm als Bürger und dem Staat und über seinen Beruf klar. Èmile wünscht sich einen von ihm selbst bewirtschafteten kleinen Gutshof, doch Jean-Jacques erklärt ihm, dass dessen Selbständigkeit von den Reichen und Mächtigen gefährdet ist, die ihren Besitz ständig erweitern wollen. Ein freier Besitz setzt einen Staat mit einem Rechtssystem voraus, das die Freiheit der Bürger garantiert. Dazu bedarf es eines „Gesellschaftsvertrags“ als „Basis jeglicher bürgerlichen Gesellschaft“: Im Folgenden erläutert der Autor Émile seine Vorstellung:
Der Gesellschaftsvertrag
Um den Gesellschaftsvertrag schließen zu können, muss Émile wissen, was es heißt, er gehorche sich selbst, wenn er einem Gesetz gehorcht – denn dieses wird im Gesellschaftsvertrag mit Blick auf das Glück eines jeden beschlossen. Er darf nicht Sklave von Ehrgeiz, falschen Bedürfnissen und der Meinung anderer sein, da er sonst nicht imstande wäre, den Gesellschaftsvertrag bei einer Verletzung desselben zu kündigen und seine ursprünglichen Rechte wieder einzunehmen – dafür muss er vorher die natürliche Freiheit kennenlernen. Sein Mentor erläutert ihm das Prinzip des Paktes: „Jeder von uns tut mit allen anderen seine Güter, seine Person, sein Leben und seine ganze Kraft unter der oberen Führung des Allgemeinwillens zusammen, und wir als Körper empfangen jedes Glied als einen vom Ganzen untrennbaren Teil.“ Aus dem Gedanken der Volkssouveränität und ihrer Übertragung an eine Regierung leitet der Autor verschiedene Systeme ab, nennt Vor- und Nachteile und kommt zu dem Schluss, dass die Demokratie für kleine, überschaubare Staaten angemessen ist. Unter keiner Regierungsform gebe es echte Freiheit, doch allein der „Anschein der Ordnung“ und des „allgemeinen Wohls“ sei ein Motiv, „sein eigenes Interesse dem allgemeinen Interesse zu opfern.“: Auch unvollkommene Gesetze lehren uns die „Selbstbeherrschung“.
Heirat und Familie
Nach zwei Jahren kehrt Émile mit seinem Meister zurück, um in der ländlichen Heimat Sophies mit einfachen Menschen, in gegenseitiger Hilfe, unabhängig von seinem ererbten Reichtum, allein mit der Arbeit seiner Hände nach dem „ewigen Gesetz der Natur und der Ordnung, [die] vom Gewissen und der Vernunft tief in sein Herz geschrieben“ sind, zu leben.
Der Autor verzichtet auf die Schilderung der Zukunft des Paares. Nach der Wiedervereinigung und der Hochzeit Sophies und Émiles gibt er ihnen noch einige Ratschläge für eine glückliche Ehe, die nicht auf Zwängen, sondern nur auf Freiwilligkeit der Liebe basiert, aber auch auf der Bereitschaft, auf die Bedürfnisse des anderen einzugehen: Wenn der Mann zu Hause glücklich lebt, ist auch die Frau glücklich. Im Laufe der Zeit verlagern sich die Schwerpunkte. „Leere Momente“ werden von einer „süßen Gewohnheit“ angefüllt, der „Verzückung der Leidenschaft“ folgt „der Zauber des Vertrauens“, die Kinder knüpfen zwischen ihnen „ein Band, das nicht weniger süß und oft stärker ist als die Liebe selbst“. Jean-Jacques gibt seine Aufgabe als Mentor an Sophie weiter. Der Roman schließt mit den Anzeichen ihrer Schwangerschaft einige Monate nach ihrer Hochzeit. Émile will sein Kind nach dem Vorbild seines Meisters erziehen, der weiterhin sein Berater bleibt.

## Die sieben pädagogischen Prinzipien
(Quelle: )

### Der Eigenwert der Kindheit
„Man muss den Erwachsenen als Erwachsenen und das Kind als Kind betrachten“, sagt Rousseau. Das bedeutet, die Kindheit soll nicht nur als Durchgangsstadium zum Erwachsensein angesehen werden, darf nicht einer ungewissen Zukunft geopfert werden, sondern gilt als eigenständige, vollwertige Lebensspanne.

### Die Kindheit studieren
Gleich im Vorwort zum Emile wirft Rousseau seinen Zeitgenossen vor: „Man kennt die Kindheit nicht: mit den falschen Vorstellungen, die man von ihr hat, verirrt man sich um so mehr, je weiter man geht.“ Man versuche, aus dem Kind so schnell wie möglich einen Bürger der Gesellschaft zu machen. Dabei sei das Kind noch viel zu sehr „Natur“ und erst mal auf die Ausbildung seiner Sinne, Organe und Glieder angelegt. Wenn zu früh damit angefangen wird, die ursprünglichen Gefühle, Neigungen und Bedürfnisse mit aufgepfropften Idealen, anerzogenen Gewohnheiten und unverstandenen Pflichten zu unterdrücken, so bringe man einen entzweiten Menschen hervor und arbeite seinen eigenen Zielen zuwider.

### Negative Erziehung
Negative Erziehung heißt in erster Linie verhindern, dass etwas passiert. Es gehe nicht darum, Zeit zu gewinnen, sondern zu verlieren. Die erste Erziehung „darf das Kind nicht in der Tugend und in der Wahrheit unterweisen, sondern sie muss das Herz vor Lastern und den Verstand vor Irrtümern bewahren“. Ab dem zwölften Lebensjahr, so Rousseau, sei das Kind in der Lage, seinen Geist der Vernunft zu öffnen. Davor dürfe man nicht mit Moralvorstellungen an es herantreten, sondern müsse es durch die Notwendigkeit der Dinge erziehen. Das hat eine Entmoralisierung der Pädagogik zur Folge, in der die Natur die Position des Erziehers übernimmt. Allerdings nur insoweit, als der Erzieher ihre Einwirkung herbeiführt, um das Kind seinen Wünschen entsprechend zu formen.

#### Sexualität
In der Sexualerziehung vertrat Rousseau restriktive Vorstellungen. Das Kind solle über Sex und Sexualität in völliger Unwissenheit gelassen werden. Nach der Pubertät dürfen direkte Fragen zu dem Themenkreis zwar beantwortet werden, doch soll der Erzieher so sparsam wie möglich informieren und die Geschlechtsorgane und Geschlechtsfunktionen als abstoßenden, gefährlichen und streng zu kontrollierenden Teil des Menschen darstellen.

### Erfahrungslernen
Es gibt nach Rousseau dreierlei Lehrer: die Natur, die Menschen und die Dinge. Erstere entwickelt unsere Fähigkeiten und Kräfte, die Mitmenschen lehren uns deren Gebrauch und die Dinge erziehen uns durch die Erfahrung, die wir mit ihnen machen, und durch die Anschauung. Die Aufgabe des Erziehers ist, dafür zu sorgen, dass die drei Erzieher im Gleichgewicht sind, da der Schüler ansonsten schlecht erzogen und immer uneins mit sich wäre. Das Ziel der Erziehung ist dabei das der Natur selbst; denn die Dinge und die Menschen können zumindest zum Teil, die Natur aber gar nicht beeinflusst werden, weshalb die zwei anderen nach ihr ausgerichtet werden müssen. Elementar für Rousseau ist dabei der Verzicht auf Macht gegenüber dem Zögling: „Befehlt ihm nie und nichts, was es auch sein mag. (…) Er braucht nur zu wissen, dass er schwach ist und ihr stark seid, dass er also notwendigerweise von euch abhängig ist“. Dies führe zu einer gesunden Beziehung zwischen ihm und dem Erzieher und vermeide das übliche Machtverhältnis mit Unterwerfung des Schülers. Aller Zwang soll ersetzt werden durch Notwendigkeit, welche dem Kinde einsichtiger ist: „Mit dem Band der Notwendigkeit bindet, treibt oder hält man es zurück, ohne dass es murrt. Die bloße Macht der Dinge macht es gefügig und folgsam“. Rousseau kritisiert die Lehrpläne der damaligen Zeit, die die Lernenden mit Inhalten konfrontieren, die für sie keine erkennbare unmittelbare Bedeutung haben. Dieser Bezug zur eigenen Lebenswirklichkeit müsse aber gegeben sein, wenn Inhalte gelernt werden sollen. Dieser Vorgang des Lernens entspreche gleichsam einem natürlichen Lernen.
„Wenn man, nach dem Grundriss den ich zu entwerfen angefangen Regeln folgt, die den üblichen gerade entgegengesetzt sind, wenn man den Geist seines Zöglings nicht unaufhörlich in die Ferne führt, wenn man ihn nicht an andere Orte, in andere Himmelsgegenden, in andere Jahrhunderte, an die äußersten Enden der Erde, ja bis in den Himmel schweifen lässt, sondern sich vielmehr befleißigt, ihn stets in sich selbst und auf dasjenige aufmerksam zu erhalten, was ihn unmittelbar angeht, alsdann wird man ihn zum Empfinden, zum Behalten und sogar zum Urteilen fähig finden. Dies ist die Ordnung der Natur.“

### Erziehung
Die Einteilung von Kindheit und Jugendalter leitet sich von Rousseaus Beobachtungen her und beschreibt vier Phasen: die Kindheit (Alter der Natur, Geburt bis zum dritten Lebensjahr), das Knabenalter (Alter der Stärke, bis zum zwölften Lebensjahr), die Vorpubertät (Alter der Vernunft, zwölf bis fünfzehn) und die Pubertät, auch Jünglingsalter – adolescence – genannt (Alter der Einsicht, bis zum zwanzigsten Lebensjahr). Nach ihrem Abschluss ist Emile der Begleitung seines Erziehers nicht mehr bedürftig, dieser kann ihm aber noch als Freund erhalten bleiben.

#### Das noch nicht oder unvollkommen sprechende Kind
- Man muss ihm den Gebrauch seiner geringen Kräfte lassen und darf seinen Forschungstrieb nicht unterdrücken.
- Man muss ihm seine fehlenden Kräfte ersetzen und ihm beistehen; allerdings beschränkt sich dies auf die Befriedigung der natürlichen und notwendigen Bedürfnisse (Ernährung, Hygiene, Schutz…).
- Rousseau: „Die Erziehung des Menschen beginnt mit der Geburt. Ehe er spricht, ehe er hört, lernt er schon. Die Erfahrung eilt der Belehrung voraus.“[11]

#### Der Knabe
- Diese Lebensspanne ist der körperlichen Ertüchtigung, der Geschicklichkeit und Schärfung der Wahrnehmung vorbehalten.
- Das wird praktisch erreicht durch Arbeit, Erkundung, Nachahmung und Spiel, wobei das Kind durch Selbsttätigkeit, in Versuch und Irrtum seine Fähigkeiten erwerben soll.
- Es wird der größte Wert auf eigene Erfahrungen und das daraus resultierende Verständnis der Welt gelegt.

#### Das erstarkte Kind vor der Pubertät
- In dieser Lebensphase werden der erwachende Verstand und die Vernunft angesprochen, d. h., es beginnen Unterricht und Studien. Aber: „Es handelt sich nicht darum, ihm die Wissenschaften beizubringen, sondern darum, dass es Gefallen an ihnen finde, um sie zu lieben, und ihm die Methoden zu vermitteln, um sie lernen zu können, wenn diese Vorliebe besser entwickelt ist. Das ist bestimmt ein Erzgrundsatz einer jeden guten Erziehung.“
- Wozu nützt das? „Das ist von nun an das geheiligte Wort, das zwischen ihm und mir über alles Tun in unserem Leben entscheidet.“[12]
- Das Ziel zum Abschluss dieser Lebensphase ist ein arbeitsames, mäßiges, kräftiges, geduldiges und, vor allen Dingen, urteilsfähiges Kind, das zwar wenige, aber dafür gründliche Kenntnisse sein Eigen nennt. Das Gegenteil von ihm sind die „halbgebildeten“, d. h. unterrichteten Kinder seines Alters, die sich mit Vielem beschäftigen (alte Sprachen, Physik, Geschichte…), aber Weniges verstehen.

#### Die Reifezeit
- Das bisher handelnde und denkende Wesen wird nun auch ein liebendes und empfindendes, und damit droht nun eine neue Art der Abhängigkeit: die von einer geliebten Person (bisher kannte das Kind nur die Selbstliebe).
- Leidenschaften, welche das Kind vorher nicht kannte, drohen den Jugendlichen nun zu überwältigen; wie aber ist es möglich, der Leidenschaft gewachsen zu sein, also zu lieben und selbständig zu bleiben?

Rousseaus Maßnahmen:
1. Der Erzieher wird zum Freund, dessen der Zögling bedarf.
2. Die Leidenschaften werden ihrer Heftigkeit dadurch beraubt, dass man sie Anlässen wie Sport, Jagd und Wandern aussetzt.
3. Neben der Selbstliebe ist Mitleid die zweite der ursprünglichen Regungen; sie soll im Jugendlichen erweckt und gefördert werden.
4. Das Studium der Literatur und Geschichte sollen den Zögling in der Rolle des Beobachters die Menschen sehen lernen lassen, wie sie sind.
5. Dem Zögling werden Begriffe, Ideen und eine Vorstellung vom Ganzen gegeben, also Religion nahegebracht.
6. Der Erzieher sucht die Gefährtin des Zöglings mit großem Bedacht selbst aus. Er lässt ihn sich eine Vorstellung von ihr machen, und dieses gedachte Ideal wird nun der Vergleich für jede wirkliche Frau.

### Die Erziehung zum Bürger
„Emile ist nicht dazu geschaffen, um immer einsam zu bleiben. Als Glied einer Gemeinschaft muss er ihre Pflichten erfüllen.“ Der Zögling, bislang in der Einsamkeit zur Unabhängigkeit erzogen, sollte zuletzt in der Lage sein, den Gesellschaftsvertrag zu schließen und in der Gemeinschaft zu bestehen. In ihm selbst erwacht die Sehnsucht nach einer Gefährtin, woraufhin sein Erzieher ihn anhand einer für ihn bestimmten Frau die Kostbarkeit und die Probleme von Bindung unter Menschen überhaupt erfahren und bewältigen lässt, was als Vorbereitung für die große Vertragsgemeinschaft, die Gesellschaft, welche der Zögling später eingehen soll, dient. Dazu gehört Menschenkenntnis, und es genügt nicht mehr nur die durch Lektüre erworbene, sondern sie muss erprobt und angewendet werden. Daher wird der junge Mensch eine längere Reise durch Europa antreten, binnen welcher er sich prüft, seine Wünsche und Vorstellungen von der Zukunft konkretisiert. Er vergleicht die Fremde mit dem Heimatland, um dann eine freie Wahl treffen zu können. Mit welchem Volk, in welchem Land möchte er seine Existenz aufbauen und als Glied der Gemeinschaft den Gesellschaftsvertrag schließen?

### Die natürliche Religion
Die natürliche Religion nach Rousseau beruht auf Erfahrungen und Überlegungen, die allen zugänglich sind. Emile soll keine Weltanschauung aufgedrängt werden, damit er diejenige wählen kann, zu der ihn seine eigene Meinung führt.

## Rezeption und Publikationsgeschichte
Rousseaus gesellschaftskritische Schriften waren von Anfang an heftiger Kritik ausgesetzt. Wie sein Contrat social wurde sein im Mai erschienener Émile Anfang Juni 1762 beschlagnahmt. Die Sorbonne verurteilte das Buch Anfang Juni, das Parlement von Paris verbot es wenige Tage danach und erließ einen Haftbefehl gegen Rousseau. Stein des Anstoßes war vor allem die im Émile im 4. Buch als Einschub enthaltene Profession de foi du vicaire savoyard („Glaubensbekenntnis des savoyischen Vikars“). In diesem Text trägt Rousseau eine Philosophie von Erkenntnis und Moral vor, in der das eigene Herz bzw. Gewissen die Entscheidungen trifft. Im folgenden Entwurf einer „natürlichen Religion“ übt der Autor scharfe Kritik an jeglicher Religion, die sich auf eine Offenbarung gründet. Dies stieß auf Widerstand bei französischen und Genfer Autoritäten, darunter der Erzbischof von Paris Christophe de Beaumont und Vertreter des Calvinismus. In Genf und Paris wurden Exemplare des Émile, in Genf auch der Gesellschaftsvertrag, verbrannt.
Rousseau flüchtete aus Frankreich und fand Aufnahme bei seinem Freund Daniël Roguin in Yverdon, wurde aber sehr rasch ausgewiesen. Im Juli gewährte ihm der Gouverneur der damaligen preußischen Exklave Neuchâtel/Neuenburg Keith Asyl und etwas später sogar das Bürgerrecht. Rousseau ließ sich im abgelegenen neuenburgischen Dorf Môtiers nieder und schrieb dort Ende 1762 eine erste Verteidigungsschrift, einen offenen Brief an den Pariser Erzbischof:
„Solange der Mensch keine Vergleiche angestellt und seine Bezüge zu anderen völlig ignoriert hat, gibt es noch kein Gewissen. ... Sobald die Menschen sich aber weiter entwickeln ... richten sie ihre Augen auf ihresgleichen. Sie sehen dann ihre gegenseitigen Beziehungen, und auch die der Dinge untereinander. Dann greifen sie Auffassungen auf, die Übereinkommen, Gerechtigkeit und Ordnung bedeuten; sie entwickeln ein Gefühl für das moralisch Gute, und das Gewissen wird nach und nach in ihnen lebendig. Erst dann besitzen sie Tugenden; und selbst wenn sie weiter Laster haben, dann deshalb, weil ihre Interessen sich kreuzen und weil ihr Ehrgeiz erwacht ist, in dem Maße, wie ihre Erkenntnisse sich verbreiten.“

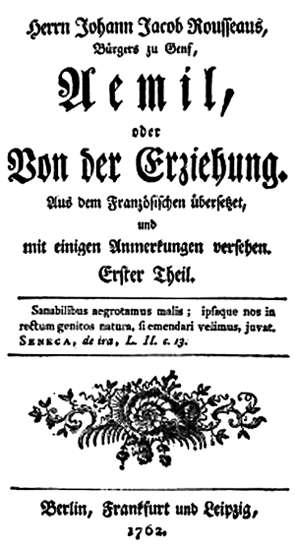
Titelseite der ersten deutschen Ausgabe

Rousseau beklagt in seinem Brief, dass Beaumonts Polemik nur deshalb so wirksam sei, weil dieser über große Machtmittel verfüge, die beiden daher nicht auf gleicher Augenhöhe verhandelten:
„Wären Sie ein Privatmann wie ich, dann könnte ich Sie vor einen gerechten Richterstuhl laden. Wir würden uns beide dort einstellen, ich mit meinem Buch und Sie mit ihrem Hirtenbrief, und Sie würden sicherlich für schuldig erklärt und verurteilt werden. Aber Sie nehmen eine Stellung ein, in der man nicht gerecht zu sein braucht.“
Der Den Haager Verleger Néaulme befürchtete wegen der Brisanz des unter seinem Verlegernamen herausgegebenen Werkes Schwierigkeiten. Er beauftragte den Berliner reformierten Theologen Formey, der einen Anti-Emile (1762) verfasst hatte, damit, Rousseaus Werk „von allem [zu] reinigen, was Grund zum Ärgernis geben könnte“. Dieser verfasste seinen „Emile chrétien“ (1764), in dem wesentliche Teile des Originals weggelassen oder umgeschrieben wurden. Rousseau reagierte darauf empört.
27 Jahre später wurde Rousseau zu einer mythischen Figur der Französischen Revolution und seine Rezeption änderte sich schlagartig. Bei einem der dringlichsten Anliegen der neuen Regierung, der Reform des Bildungswesens und der Schaffung eines Systems öffentlicher Schulen, zitierte man eifrig aus seinem Émile und berief sich allerorten auf ihn.
Wie die Bibliografie zeigt, sind zwischen der ersten Veröffentlichung des Werkes 1762 bei Jean Néaulme in Den Haag bis zum Ende des 18. Jahrhunderts 59 unterschiedliche Editionen in Französisch und 21 Veröffentlichungen in einer Fremdsprache erfolgt. Wenn man jedoch die unterschiedlichen Druckauflagen und Auslieferungen hinzunimmt, erhöht sich die Zahl allein in französischer Sprache auf 73. Nach Rousseaus Tod bildeten seine Freunde die Société typographique de Genève, um eine endgültige Herausgabe seiner vollständigen Werke zu ermöglichen, die nach dem Willen Rousseaus auch seine handschriftlichen Anmerkungen enthielt. Der Edition dieser Gesellschaft folgten zwischen 1780 und 1782 zehn weitere Editionen, darunter drei allein des Émile. Einen markanten Einschnitt innerhalb der Publikationsgeschichte bildet die Französische Revolution. Danach nahm nicht nur in Frankreich, sondern in ganz Europa in allen Bevölkerungsschichten (davon zeugen die unterschiedlichen Ausstattungsqualitäten der erschienenen Bücher) das Interesse am Émile zu. Einzige Ausnahme von diesem Trend bildet England, das sich schon vor der Revolution von Rousseau abgewandt hatte.
Rousseaus Thesen leiteten eine Revolution in der Pädagogik ein und beeinflussten alle berühmten Erzieher des 19. Jhs. wie Pestalozzi, Herbart und Fröbel. Heute gilt Rousseau als Vordenker im Detail unterschiedlicher Reformbewegungen wie der Reformpädagogik, der Erlebnispädagogik, der Anschauungspädagogik sowie der Antiautoritären Erziehung.